# Трутлен (округ)
Тру́тлен (англ. Treutlen County) — округ штата Джорджия, США. Население округа на 2000 год составляло 6854 человек. Административный центр округа — город Сопертон.

## История
Округ Трутлен основан в 1917 году.

## География
Округ занимает площадь 520.6 км2.

## Демография
Согласно Бюро переписи населения США, в округе Трутлен в 2000 году проживало 6854 человек. Плотность населения составляла 13.2 человек на квадратный километр.